# Audun Weltzien
Audun Weltzien (* 1983, Trondheim) je norský reprezentant v orientačním běhu, jenž v současnosti žije v Trondheimu. Jeho největším úspěchem je stříbrná medaile na Juniorském mistrovství Evropy z roku 2003 v Estonsku. V současnosti běhá za norský klub IL Tyrving.